# RCTI
Rajawali Citra Televisi Indonesia (RCTI) är en indonesisk TV-kanal, som ägs av Media Nusantara Citra.

### Fotnoter
Den här artikeln är helt eller delvis baserad på material från engelskspråkiga Wikipedia, RCTI, tidigare version.